# Нащадок білого барса
«Нащадок білого барса» (кирг. «Ак ілбірстін тукуму») — радянський двосерійний художній фільм-притча, знятий у 1984 році режисером Толомушем Океєвим на кіностудії «Киргизфільм».
Прем'єра фільму відбулася в квітні 1985 року.

## Сюжет
Фільм, знятий за мотивами киргизьких народних сказань, оповідає про життя могутнього племені мисливців Білих барсів. Стародавні закони Білих барсів забороняли їм піднімати руку на людину. Але одного разу молодий вождь Кожожаш, порушив заповіти предків. Сама природа починає жорстоко мстити людям племені…

## У ролях
- Догдурбек Кидиралієв — Кожожаш, вождь племені Білих барсів
- Аширбек Чокубаєв — Касен
- Аліман Джангорозова — Сайкал
- Марат Жантелієв — Саяк
- Джамал Сейдакматова — Бегаїм
- Досхан Жолжаксинов — Мундусбай
- Акил Куланбаєв — Карипбай

## Знімальна група
- Режисер: Толомуш Океєв
- Сценарист: Мар Байджиєв, Толомуш Океєв
- Оператор: Нуртай Борбієв
- Композитор: Мурат Бегалієв
- Художник: Олексій Макаров